# Hans Wilhelm Reiners

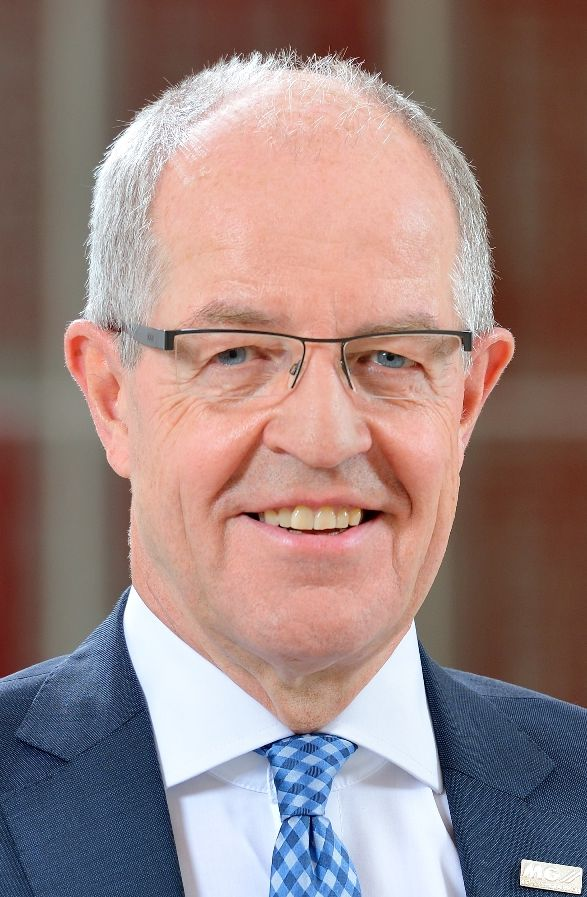
Hans Wilhelm Reiners (2016)

Hans Wilhelm Reiners (* 7. Juli 1955 in Mönchengladbach) ist ein deutscher Politiker (CDU) und war von 2014 bis 2020 Oberbürgermeister der Stadt Mönchengladbach.

## Leben und Beruf
Reiners besuchte von 1962 bis 1966 die Katholische Grundschule Alsstraße und von 1966 an das Mathematisch-Naturwissenschaftliche Gymnasium Mönchengladbach, das er 1974 mit dem Zeugnis der Allgemeinen Hochschulreife abschloss. Nach zweijährigem Wehrdienst bei der Bundeswehr studierte er an der RWTH Aachen Sport, Geographie und Erziehungswissenschaften für das Lehramt Sekundarstufe II und bestand 1983 die Erste Staatsprüfung. Während des Studiums war er Volontär bei der Braunschweiger Zeitung, im Anschluss war er dort von 1983 bis 1987 als Sportredakteur tätig. Von 1987 bis 1998 war Reiners Redakteur bei der Rheinischen Post in Mönchengladbach und dort seit 1991 stellvertretender Leiter der Redaktion Mönchengladbach. Von 1998 bis 2014 arbeitete er als hauptamtlicher Geschäftsführer der CDU-Ratsfraktion Mönchengladbach.
Als Oberbürgermeister der Stadt Mönchengladbach war Reiners Vorsitzender des Rates der Stadt, Chef der Stadtverwaltung mit ca. 3100 Beschäftigten und oberster Repräsentant der Stadt. Darüber hinaus war Reiners u. a. als Präsidiumsmitglied des Deutschen Städtetages, als Vorstandsmitglied des Städtetages Nordrhein-Westfalen, Vorstandsmitglied des Rheinischen Sparkassen- und Giroverbandes und als Vertreter der Stadt Mönchengladbach in den Aufsichtsgremien der Unternehmen tätig, an denen die Stadt beteiligt ist. In der Wirtschaftsförderungsgesellschaft Mönchengladbach und in der Flughafengesellschaft Mönchengladbach war er jeweils Aufsichtsratsvorsitzender, in der mags Mönchengladbacher Abfall-, Grün- und Straßenbetriebe AöR Verwaltungsratsvorsitzender. 
Am 12. Februar 2017 hat Reiners als vom Landtag Nordrhein-Westfalen gewähltes Mitglied an der 16. Bundesversammlung in Berlin an der Wahl des Bundespräsidenten teilgenommen.
Bei den Kommunalwahlen in Nordrhein-Westfalen 2020 trat Reiners nicht für eine weitere Amtszeit an. Zu seinem Nachfolger als Oberbürgermeister wurde der SPD-Kandidat Felix Heinrichs gewählt.
Reiners ist verheiratet und hat zwei Töchter sowie fünf Enkel.

## Partei
Von 2009 bis 2014 war Reiners Mitglied im Rat der Stadt Mönchengladbach (Direktwahl im Bezirk Eicken-Süd/Kaiser-Friedrich-Halle), Sprecher der CDU-Fraktion im Planungs- und Bauausschuss, Mitglied im Kulturausschuss, Aufsichtsrat der Entwicklungsgesellschaft der Stadt Mönchengladbach (EWMG) und der Marketinggesellschaft Mönchengladbach (MGMG). Von 2010 bis 2014 war er Mitglied im Regionalrat Düsseldorf.
Im Januar 2014 nominierte die Mitgliederversammlung der CDU Mönchengladbach Reiners zum Kandidaten für die Wahl des Oberbürgermeisters der Stadt Mönchengladbach, bei der er sich am 15. Juni 2014 in der Stichwahl mit 50,44 % der Stimmen gegen seinen Amtsvorgänger Norbert Bude (SPD, 49,56 %) durchsetzte.
Reiners ist Mitglied folgender Vereine:
Borussia VfL 1900 Mönchengladbach / M.Gladbacher TV 1848 / Münsterbauverein Mönchengladbach / Initiative Gründerzeitviertel / Ökumenische Jugendarbeit Eicken